# Гурбанова, Анастасия
Анастасия Гурбанова (азерб. Anastasiya Qurbanova, род. 4 декабря 1989 года, Ульяновск, РСФСР) — азербайджанская волейболистка. Игрок сборной Азербайджана и клуба «Азеррейл». Выступает на позиции нападающей.

## Карьера
Одним из первых тренеров Анастасии был Александр Червяков.
В мае 2014 года из клуба ЖВК «Азеррейл» перешла в ЖВК «Азерйол».
Сезон 2021/2022 играла в «Жетысу». С клубом выступала в Азиатской Лиге чемпионов.
Летом 2022 года перешла в «Алтос» (Южная Корея).
25 сентября 2024 подписала контракт с «Азеррейл».

## Клубная карьера
| Сезон     | Клуб               | Страна      |
| --------- | ------------------ | ----------- |
| 2011—2012 | «Азеррейл» Баку    | Азербайджан |
| 2012—2013 | «Бакы-Азерйол»     | Азербайджан |
| 2013—2014 | «Азеррейл» Баку    | Азербайджан |
| 2014—2015 | «Азерйол» Баку     | Азербайджан |
| 2015—2016 | «Протон» Саратов   | Россия      |
| 2016—2017 | «Азеррейл» Баку    | Азербайджан |
| 2017      | «Пэй д’Экс» Венель | Франция     |

## Сборная Азербайджана
С 2012 года защищает цвета сборной Азербайджана. Была вновь включена в состав основной сборной страны в августе 2014 года. В составе сборной Азербайджана принимала участие на чемпионате мира 2014 года, проходившим в Италии.
На матчах 6-го розыгрыша Евролиги, проходивших с 6 июня по 12 июля 2014 года была капитаном сборной Азербайджана.

## Турниры
| №    | Турнир                                                                   |
| ---- | ------------------------------------------------------------------------ |
| 2012 | Летние Олимпийские игры, Европейская квалификация                        |
| 2013 | Чемпионат Европы по волейболу среди женщин 2013                          |
| 2014 | Чемпионат мира по волейболу среди женщин 2014 — Европейская квалификация |
| 2014 | Женская волейбольная Евролига 2014                                       |
| 2015 | Чемпионат Европы по волейболу среди женщин 2015                          |